# Цыпоглазово
Цыпоглазово — деревня в Вологодском районе Вологодской области.
Входит в состав Семёнковского сельского поселения, с точки зрения административно-территориального деления — в Семёнковский сельсовет.
Расстояние по автодороге до районного центра Вологды — 11 км, до центра муниципального образования Семёнково — 3 км. Ближайшие населённые пункты — Алексино, Кожевниково, Гришино, Дорожный.
По переписи 2002 года население — 4 человека.